# Arrête-moi si tu peux
Pour les articles homonymes, voir Catch Me If You Can.
Pour plus de détails, voir Fiche technique et Distribution.
Arrête-moi si tu peux (Catch Me If You Can) est un film américano-canadien réalisé par Steven Spielberg, sorti en 2002. Il s'inspire de la vie de Frank Abagnale, Jr. et son autobiographie romancée Catch Me If You Can publiée en 1980.
Le film est un succès critique et commercial. Il reçoit par ailleurs deux nominations aux Oscars 2003 : meilleur acteur dans un second rôle pour Christopher Walken et meilleure musique.

## Synopsis
En 1969, dans une prison de Marseille, l'agent du FBI Carl Hanratty est chargé de l'extradition de Frank Abagnale, Jr. Ce dernier, recherché par la justice américaine pour avoir escroqué plusieurs millions de dollars en usurpant plusieurs identités, est malade et tente de s'évader de prison. Pour comprendre pourquoi le jeune homme est devenu le plus grand faussaire des années 1960, il faut revenir six ans plus tôt quand, adolescent, Frank vit avec son père et sa mère, d'origine française (tous deux se sont rencontrés à la Libération dans un bal de village à Montrichard). Après le refus d'un prêt bancaire à son père, poursuivi par le fisc, la famille est contrainte de déménager dans un appartement. Le jeune Frank découvre que sa mère voit un autre homme et, après s'être fait passer pour un professeur à son lycée (sa première usurpation d'identité), il s'enfuit, horrifié, de chez lui, alors que ses parents préparent leur divorce. Ce coup dur est le déclencheur de ce que va devenir Frank. Lorsqu'il est à court d'argent, l'adolescent décide de se faire passer pour un copilote d'avion de ligne et escroque plusieurs compagnies aériennes.
Hanratty se charge de l'affaire, malgré l'opinion de ses supérieurs qui ne veulent pas qu'il s'attache à une affaire sans importance selon eux. Mais l'agent fédéral mènera jusqu'au bout la traque du jeune faussaire. Peu à peu, un lien particulier va s'installer entre Frank et l'agent Hanratty, qui ont pour point commun de côtoyer beaucoup de monde, mais seront seuls quoi qu'il arrive.
Pilote, médecin et avocat, nombreux sont les métiers que Frank va utiliser pour s'enrichir sur le dos du gouvernement. Mais il est découvert par un serveur qui indique à l'agent fédéral de passage dans un restaurant, ses méthodes et son âge par le biais d'un penchant pour les bandes dessinées. Frank décide donc de s'expatrier afin de continuer ses méfaits. Il est finalement retrouvé plus tard en France par Hanratty, qui le convainc de ne plus fuir, craignant qu'il ne se fasse tuer. Frank décide alors de se rendre, mais à deux conditions seulement : il veut rentrer aux États-Unis pour y être jugé et désire voir son père. L'agent Hanratty accepte.
Dans l'avion le ramenant dans son pays, Frank apprend par l'agent Hanratty que son père est mort quelques mois auparavant en se brisant la nuque lors d'une chute. Frank, très affecté, parvient à fuir par les toilettes de l'avion, rompant ainsi l'accord qu'il avait passé avec l'agent. Frank veut en fait se réfugier auprès de la seule famille qu'il lui reste, sa mère. Il découvre avec tristesse que celle-ci a refait sa vie, mariée et maman d'une petite fille. Il comprend qu'il n'a plus rien à voir avec cette vie. Il n'est pas surpris de voir arriver quelques minutes plus tard la police menée par l'agent Hanratty.
Frank est arrêté, jugé et condamné pour ses méfaits à douze ans de prison, en isolement. En prison, il ne reçoit que la visite de Hanratty, qui lui apporte des bandes dessinées. Quelque temps plus tard, celui-ci finit par lui montrer un chèque car il a besoin de ses lumières pour arrêter un nouveau faussaire ; alors que Frank détermine sans mal à l'aide de plusieurs détails qu'il s'agit d'un faux, Hanratty le fait libérer et lui confie un poste au FBI, au service de répression des fraudes, pour purger le reste de sa peine.
Petit à petit, Frank se lasse de sa nouvelle vie. Il passe devant une boutique de vêtement, où se trouve un uniforme de pilote de ligne, semblable à celui qu'il a porté autrefois. Il l'achète et décide de s'enfuir, mais Hanratty le rattrape et lui dit qu'il est persuadé qu'il finira par revenir si personne ne le poursuit. De fait, Frank est de retour à son bureau deux jours plus tard.
Le film se termine en indiquant que Frank est devenu un des plus grands spécialistes en falsification de chèques au monde, qu'il a travaillé de nombreuses années pour aider à arrêter les faussaires les plus ingénieux, qu'il est très bien rémunéré puisqu'il a créé un système de sécurité auprès des banques, qu'il a une famille et qu'il a toujours gardé de bonnes relations avec Hanratty.

## Fiche technique
Sauf indication contraire, les informations mentionnées dans cette section peuvent être confirmées par les bases de données cinématographiques IMDb et Allociné,  présentes dans la section « Liens externes ».
- Titre original : Catch Me If You Can
- Titre français : Arrête-moi si tu peux
- Réalisation : Steven Spielberg
- Scénario : Jeff Nathanson, d'après le l'œuvre Catch Me If You Can, écrit par Frank Abagnale, Jr. et Stan Redding
- Musique : John Williams
- Direction artistique : Sarah Knowles
- Décors : Jeannine Oppewall
- Costumes : Mary Zophres
- Photographie : Janusz Kamiński
- Son : Anna Behlmer, Charles L. Campbell, Ron Judkins, Andy Nelson, Denis St. Amand
- Montage : Michael Kahn
- Production : Walter F. Parkes et Steven Spielberg
  - Production déléguée : Barry Kemp, Laurie MacDonald, Anthony Romano et Michel Shane
  - Production associée : Sergio Mimica-Gezzan
  - Coproduction : Devorah Moos-Hankin
  - Coproduction déléguée : Daniel Lupi
- Sociétés de production :
  - États-Unis : Amblin Entertainment, Kemp Company, The Kennedy/Marshall Company, Parkes/MacDonald Image Nation, Splendid Pictures, présenté par Dreamworks Pictures
  - Canada : Muse Entertainment Enterprises
- Sociétés de distribution : DreamWorks Distribution (États-Unis) ; United International Pictures (France, Suisse romande)
- Budget : 52 millions USD[2],[3]
- Pays de production :  États-Unis,  Canada[4]
- Langues originales : anglais, français
- Format : couleur (Technicolor) — 35 mm — 1,85:1 (Panavision) — son DTS / Dolby Digital / SDDS
- Genre : comédie dramatique[4], thriller, biopic
- Durée : 141 minutes
- Dates de sortie[5] :
  - États-Unis : 25 décembre 2002
  - Canada, Québec : 2 janvier 2003[6]
  - France, Belgique, Suisse romande : 12 février 2003[7],[8],[9]
- Classification[10] :
  - États-Unis : accord parental recommandé, film déconseillé aux moins de 13 ans (PG-13 - Parents Strongly Cautioned)[N 1]
  - Canada : certaines scènes peuvent heurter les enfants - accord parental souhaitable (PG - Parental Guidance)
  - Québec : tous publics (G - General Rating)[6]
  - France : tous publics[11]
  - Belgique : tous publics (Alle Leeftijden)[8]
  - Suisse romande : interdit aux moins de 10 ans[12]

## Distribution
- Leonardo DiCaprio (VF : Damien Witecka) : Frank Abagnale, Jr.
- Tom Hanks (VF : Jean-Philippe Puymartin) : Carl Hanratty, l'agent du FBI responsable de l'enquête judiciaire
- Christopher Walken (VF : Jean-Pierre Leroux) : Frank Abagnale, Sr., le père de Frank
- Nathalie Baye (VF : elle-même) : Paula Abagnale, la mère de Frank
- Amy Adams (VF : Chloé Berthier) : Brenda Strong
- Martin Sheen (VF : Marcel Guido) : Roger Strong, le père de Brenda
- James Brolin (VF : Jean-Claude Sachot) : Jack Barnes, le président du club
- Brian Howe (VF : Jacques Bouanich) : l'agent du FBI Earl Amdursky
- Frank John Hughes (VF : Stéphane Roux) : l'agent du FBI Tom Fox
- Steve Eastin (VF : Benoît Allemane) : Paul Morgan, le responsable de la Pan Am
- Chris Ellis (VF : Philippe Peythieu) : l'agent du FBI Witkins
- John Finn (VF : Jean-Luc Kayser) : Marsh, l'assistant du directeur du FBI
- Nancy Lenehan (VF : Catherine Lafond) : Carol Strong, la mère de Brenda
- Jennifer Garner (VF : Laura Blanc) : Cheryl Ann
- Ellen Pompeo (VF : Sylvie Levadoux) : Marci, l'hôtesse de l'air
- Elizabeth Banks (VF : Véronique Volta) : Lucy, la guichetière de la banque
- Kaitlin Doubleday : Joanna
- Candice Azzara (VF : Marion Game) : Darcy
- Alex Hyde-White (VF : Patrick Béthune) : M. Kesner
- Lilyan Chauvin (VF : Janine Souchon) : Mme Lavalier, la grand-mère de Frank
- Frank Abagnale, Jr. : un policier français (caméo)

Sources et légende : version française (VF) sur AlloDoublage

## Production

### Genèse et développement
En 1980, Frank Abagnale vend les droits cinématographiques de son autobiographie (en). D'après lui, les producteurs Norman Lear et Bud Yorkin achètent les droits du film après l'avoir rencontré au Tonight Show avec Johnny Carson. Deux ans plus tard, ils revendent les droits à Columbia Pictures, qui à son tour les vend au producteur Hall Bartlett. Ce dernier engage Steven Kunes pour écrire le scénario mais le producteur meurt avant que le projet ne trouve un distributeur. La veuve de Bartlett vend ensuite les droits à Hollywood Pictures, une division de Disney, et lorsque le projet est entré en redressement, les droits sont vendus à TriStar Pictures. De là, le projet est présenté au réalisateur américain Steven Spielberg de la DreamWorks SKG.
En avril 2000, David Fincher est annoncé comme réalisateur, avant de finalement abandonner pour tourner Panic Room. En juillet 2000, Leonardo DiCaprio discute avec la production pour le rôle principal, alors que Gore Verbinski est annoncé à la réalisation,. Steven Spielberg en est alors le producteur et le tournage doit débuter en mars 2001,.
Finalement, le film prend du retard car Leonardo DiCaprio est pris par le tournage à rallonge de Gangs of New York de Martin Scorsese. Gore Verbinski abandonne alors le poste de réalisateur. En mai 2001, Lasse Hallström est alors engagé pour réaliser le film, mais abandonne en juillet 2001. Steven Spielberg propose alors le poste à Miloš Forman et envisage également Cameron Crowe. Steven Spielberg songe cependant à réaliser lui-même le film et abandonne ainsi des projets comme Big Fish et Mémoires d'une geisha,. Le cinéaste est officiellement confirmé comme réalisateur en août 2001.

### Attribution des rôles
Alors que Gore Verbinski devait réaliser le film, James Gandolfini est choisi pour incarner Carl Hanratty, Ed Harris est Frank Abagnale Sr. alors que Chloë Sevigny est engagée pour interpréter Brenda Strong,. En août 2001, alors que Steven Spielberg est officiellement réalisateur du film, Tom Hanks remplace James Gandolfini, occupé par le tournage de la série Les Soprano.
La mère de Frank Abagnale étant française, Steven Spielberg a tenu à rester fidèle à cet aspect de la vie de son personnage en recrutant une actrice française pour tenir le rôle de Paula Abagnale. Il se souvient alors de Nathalie Baye, qu'il a vue dans La Nuit américaine de François Truffaut. Il prend contact avec l'actrice par l'entremise de Brian de Palma, un ami commun qui vit alors à Paris. Le réalisateur la choisira après avoir auditionné quatre autres actrices françaises. L'expérience ne fut d'ailleurs pas de tout repos pour la comédienne, Steven Spielberg désirant éviter toute répétition afin de concorder avec le style de vie du personnage principal,.
Le véritable Frank Abagnale, Jr. fait une brève apparition : il joue le policier français lors de l'arrestation de Franck Abagnale, Jr dans le village de Montrichard en France, le soir de Noël.

### Tournage
Le tournage débute en février 2002 à Los Angeles. Il dure 52 jours pour 147 lieux différents. Dans la « cité des anges », l'équipe tourne notamment à l'hôtel Ambassador, Quality Cafe. Les prises de vues se déroulent dans d'autres villes de Californie (Downey, Burbank), ainsi qu'à New York et au Canada : l'aéroport international d'Ontario (qui sert de décor à l'aéroport international de Miami), Québec et Montréal.
En avril, le tournage a lieu à Park Avenue à Manhattan, juste devant le Waldorf-Astoria. L'équipe se rend également à Orange dans le New Jersey, avant un retour à Brooklyn. Quelques plans sont réalisés au sein du TWA Flight Center à l'aéroport international de New York - John-F.-Kennedy.
La ville de Québec est choisie pour son aspect européen rappelant la France. La place Royale est utilisée pour récréer Montrichard. L'église Notre-Dame-des-Victoires est également utilisée. La scène d'ouverture du film censée se dérouler à la prison des Baumettes à Marseille a en réalité été tournée dans un décor reconstitué au Canada.
Les prises de vues s'achèvent le 12 mai 2002 à Montréal.
Le générique d'entrée animé est l’œuvre des Français Florence Deygas et Olivier Kuntzel.

## Accueil

### Accueil critique
Sur l’agrégateur de critiques Rotten Tomatoes, il obtient 96% d'avis favorables pour 203 critiques et une note moyenne de 7,9⁄10. Le consensus suivant résume les critiques compilées par le site : « Avec l'aide d'une solide performance de Leonardo DiCaprio en tant qu'escroc prodige de la vie réelle Frank Abagnale, Steven Spielberg réalise un film élégant, divertissant et étonnamment doux ». Sur Metacritic, qui utilise une moyenne pondérée, le film obtient une note de 75⁄100 pour 39 critiques.
Sur le site AlloCiné, qui recense 23 critiques de presse, le film obtient la note moyenne de 4,2⁄5
.

### Box-office
Le film est un succès commercial mondial. Il se classe à la 11e du box-office 2002 au Canada et aux États-Unis. En France, c'est le 7e meilleur film au box-office de 2003.
| Pays ou région     | Box-office        | Date d'arrêt du box-office | Nombre de semaines |
| ------------------ | ----------------- | -------------------------- | ------------------ |
| États-Unis, Canada | 164 615 351 $     | 22 mai 2003                | 22                 |
| France             | 3 639 440 entrées | -                          | -                  |
| Total mondial      | 352 114 312 $     |                            |                    |

## Distinctions

### Récompenses
- BAFTA du meilleur acteur dans un second rôle pour Christopher Walken.

### Nominations
- Golden Globe du meilleur acteur dans un film dramatique pour Leonardo DiCaprio.
- BAFTA du meilleur scénario adapté pour Jeff Nathanson.
- BAFTA des meilleurs costumes.
- BAFTA de la meilleure musique de film.
- Oscar du meilleur acteur dans un second rôle pour Christopher Walken.
- Oscar de la meilleure musique de film pour John Williams.

## Éditions en vidéo
En France, le film Arrête-moi si tu peux est sorti plusieurs fois en DVD et Blu-ray, ainsi qu'en VOD :
- le 23 septembre 2003 en DVD édition simple[45] et en DVD édition collector[46]
- le 1er août 2006 ressorti en DVD édition collector[47]
- le 3 août 2006 ressorti en DVD simple[48]
- le 6 février 2013 en Blu-ray[49]
- le 15 octobre 2017 en VOD[7]
- et le 5 octobre 2022 en Blu-ray édition steelBook[50].

## Commentaires

### Comparaisons avec le livre
- Si vous ne connaissez pas le sujet, laissez ce bandeau (vous pouvez alors contacter les auteurs).
- Si vous supprimez le contenu mis en cause (vous pouvez préalablement contacter les auteurs),

argumentez précisément cette suppression dans la page de discussion
(un manque de référence n'est pas un argument ; une recherche réelle de référence doit avoir été effectuée, être formellement documentée).
Par rapport aux événements décrits dans le livre de Frank Abagnale, on peut dire que le film est fondé sur des faits réels, mais n'en est pas une transposition à l'identique. Les noms des différents protagonistes ainsi que nombre des agissements du héros sont conformes à la réalité, mais la manière dont celui-ci a opéré est souvent différente.
La vie sexuelle d'Abagnale en est un exemple. Dans le film, Abagnale a une ou deux liaisons. En réalité, il a eu de très nombreuses aventures avec des femmes qu'il rencontrait alors qu'il se faisait passer pour médecin, avocat, pilote de ligne. Il ne montrait aucun remords vis-à-vis de ce type de relation éphémère, remarquant qu'elles se jetaient plus ou moins sur lui et n'étaient pas non plus intéressées par des relations à long terme.
Alors qu'il se fait passer pour un pédiatre (dans le film), Abagnale quitte l'hôpital volontairement. En réalité, il fut effrayé au point de s'enfuir après avoir pratiquement laissé un bébé mourir d'asphyxie (Abagnale ne sut que faire lorsque les infirmières lui annoncèrent que c'était un blue baby). Jusqu'alors, Abagnale fut capable de truquer la plupart de ses tâches de médecin en laissant les internes ainsi que les infirmières s'occuper des malades qui étaient admis à l'hôpital.
Toujours pendant la période où il prétend être médecin, Abagnale a une liaison amoureuse avec une infirmière qui est plus âgée que lui dans le livre, alors qu'elle semble plus jeune dans le film. Toujours dans le film, il avoue tout sur son passé à cette jeune femme le jour de leur mariage et lui demande de s'enfuir avec lui pour, finalement, se rendre compte, au rendez-vous qu'ils s'étaient donné à l'aéroport de Miami, que le FBI tente de le piéger et qu'elle l'a donc trahi. En réalité, la femme qui le dénonce est une hôtesse.
L'un des exploits rapportés dans le film, la fabrication de chèques en France, montre Abagnale forgeant les chèques lui-même. En fait, c'est le père de l'une de ses conquêtes du moment qui imprimait les chèques. Propriétaire d'une imprimerie, il ignorait qu'il produisait des chèques frauduleux (Abagnale lui avait astucieusement menti).
Le film traite la capture d'Abagnale en France d'une façon peu réaliste, avec de nombreuses voitures de police cernant ce dernier. La police française semble surexcitée, prête à tirer sur Abagnale au moindre écart ; l'agent du FBI convainc alors Abagnale de se rendre. En fait, Abagnale a été capturé dans un magasin à Montpellier par deux policiers en uniforme, et ce, dans le calme.
Dans le film, Abagnale se lasse rapidement du rythme routinier de ses journées au FBI, après sa libération de prison. Il s'échappe alors un vendredi soir avant de réapparaître le lundi suivant. Il n'y a aucune trace de cet événement dans le livre. C'est probablement une invention des scénaristes. Cependant, Abagnale s'échappa réellement de l'avion qui le ramenait aux États-Unis, ainsi que de la première prison dans laquelle il fut détenu.
La relation entre Abagnale et l'agent du FBI dans le film n'est pas du tout traitée dans le livre. Le livre évoque l'agent principal responsable de cette affaire, mais aucun contact n'eut lieu entre les deux hommes avant l'extradition aux États-Unis après la capture.

### Version française
Le cours de français de la version originale est transformé en cours d'espagnol dans la version française ; on peut d'ailleurs observer le drapeau français sur le bureau du professeur. Ainsi qu'une banderole « Bienvenue » en haut du tableau. Par ailleurs, à 35 minutes dans le film, Frank Abagnale, Jr. se présente au guichet de la banque New York Savings & Loan, mais la guichetière déclare « Bienvenue à Paris » (VF).

### Clins d’œil
Le film contient plusieurs références à Flash dont Frank est fan. Le papier peint de sa chambre est à l'effigie de « l'Éclair écarlate ». On aperçoit plusieurs numéros pendant le film et le héros se fait passer pour l'inspecteur Barry Allen lors de sa première rencontre avec Carl Hanratty. Le titre même du film est une référence au héros : « Catch me if you can » est une phrase prononcée souvent par le super-héros. Le film n'est d'ailleurs pas avare en références à l'univers des comics. Le nom que choisit Frank quand il se fait passer pour un docteur est « Connors » comme le Lézard (alias Curt Connors), ennemi de Spider-Man. À un moment du film, Frank manipule de la glu et dessine sur un comptoir l'esquisse du logo de Brainiac, alien ennemi de Superman.

### Postérité
Arrête-moi si tu peux est parodié par la série d'animation Les Simpson, dans l'épisode Attrapez-nous si vous pouvez. La course-poursuite entre les enfants et les parents reprend l'esthétique du générique initial de ce film.